# Фріц Бек
Фріц Бек (нім. Fritz Beck; 3 січня 1890, Дрезден — 5 липня 1970, Вісбаден) — німецький юрист, доктор права, генерал-інтендант люфтваффе.

## Біографія
В 1909/14 роках вивчав право. 16 листопада 1914 року вступив добровольцем в армію. Учасник Першої світової війни, служив в артилерії. 20 січня 1919 року демобілізований. 3 лютого 1919 року продовжив навчання. З лютого 1920 року працював в різних судах. З 15 червня 1927 року — урядовий радник Вищого страхувального управління Лейпцига.
15 лютого 1936 року вступив в люфтваффе як цивільний службовець на випробувальному терміні в командуванні 1-го авіаційного району (Кенігсберг), з 1 серпня 1936 року — вищий урядовий радник командування. З 13 травня 1937 року — радник з персоналу, з 1 лютого 1939 року — начальник відділу Імперського міністерства авіації. З 30 вересня 1939 року — інтендант 2-ї (Позен), з 20 лютого 1941 року — 11-ї (Гамбург), з 14 травня 1941 року — 12-ї і 13-ї (Вісбаден), з 6 вересня 1943 року — «Бельгія-Північна Франція», з 7 вересня 1944 року — 14-ї авіаційної області. 8 травня 1945 року взятий в полон. В 1947 році звільнений.

## Звання
- Однорічний доброволець (16 листопада 1914)
- Лейтенант резерву (5 грудня 1916)
- Судовий стажер (14 травня 1920)
- Судовий асесор (7 липня 1923)
- Управлінський судовий радник (1 грудня 1926)
- Урядовий радник (15 червня 1927)
- Старший судовий радник (1 серпня 1936)
- Міністерський радник (1 серпня 1938)
- Генерал-інтендант (1 червня 1940)

## Нагороди
- Залізний хрест 2-го і 1-го класу
- Орден Альберта (Саксонія), лицарський хрест 2-го класу з мечами
- Нагрудний знак «За поранення» в чорному — за поранення, отримане 4 травня 1916 року.
- Почесний хрест ветерана війни з мечами (1934)
- Пам'ятна військова медаль (Угорщина) з мечами
- Медаль за участь у Європейській війні (1915—1918) з мечами (Третє Болгарське царство)
- Медаль «За вислугу років у Вермахті» 4-го класу (4 роки; 2 жовтня 1936)
- Імперський орден Ярма та Стріл (Іспанія; 20 березня 1941)
- Медаль «За вислугу років у НСДАП» в бронзі та сріблі (15 років)